# Hufschuh

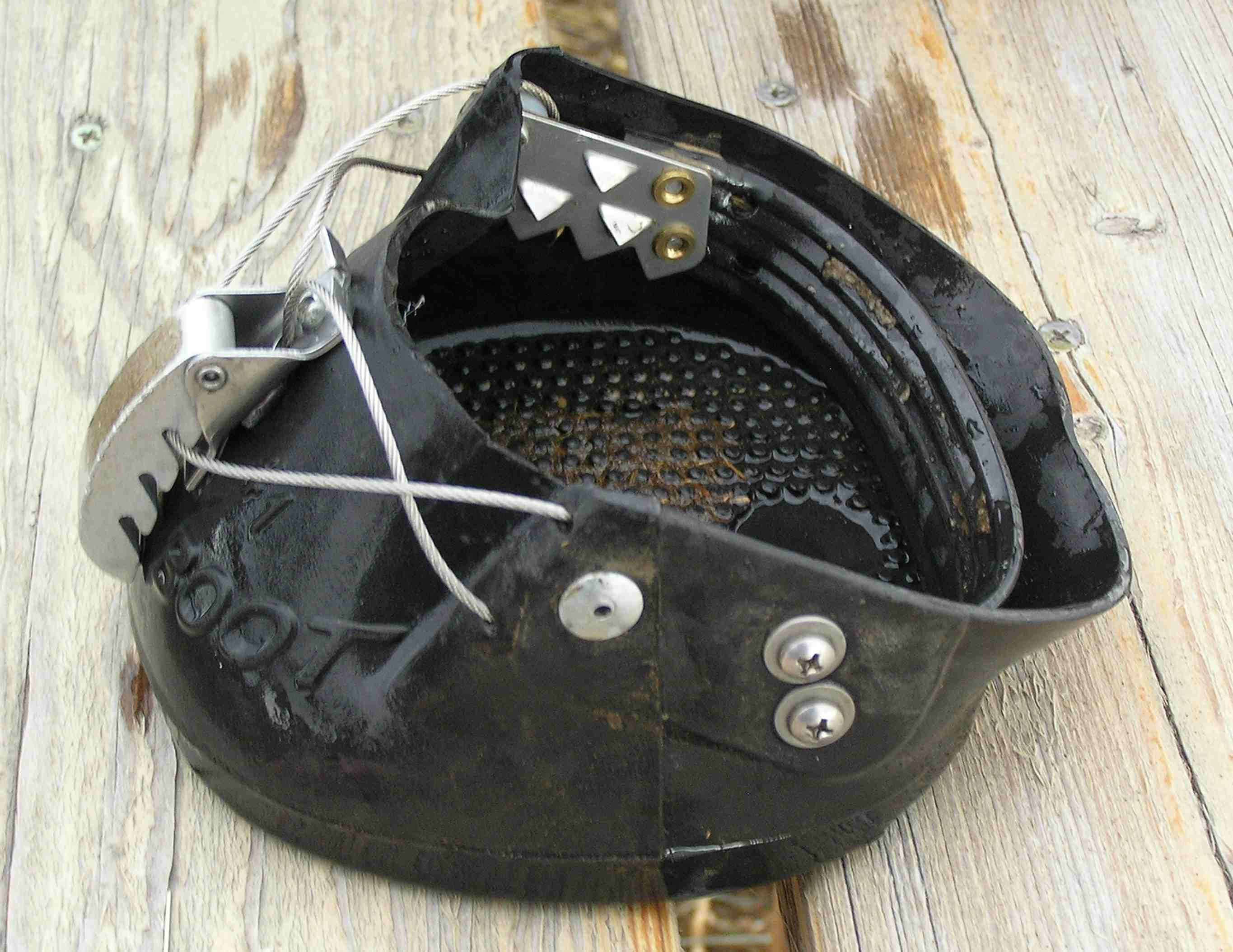
Beispiel eines Hufschuhs

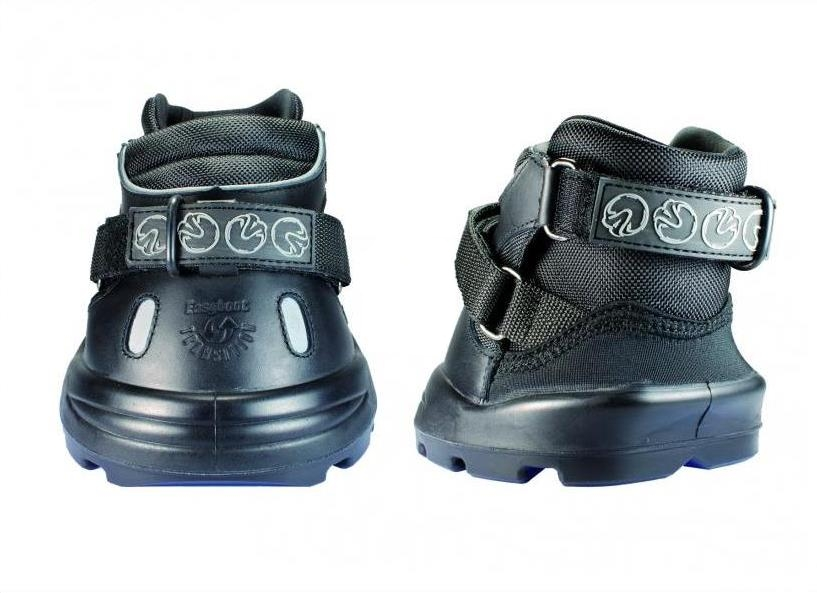
Beispiel eines Hufschuhs

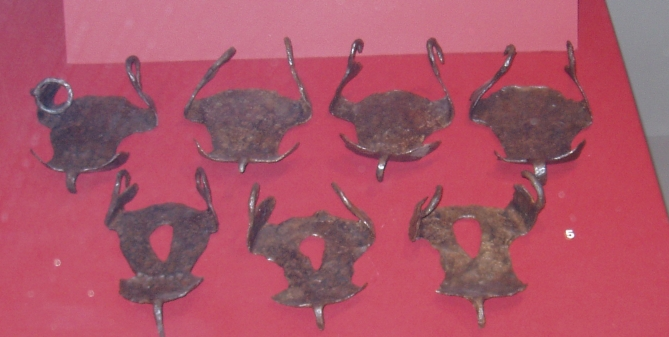
Antike Hufschuhe (römisch)

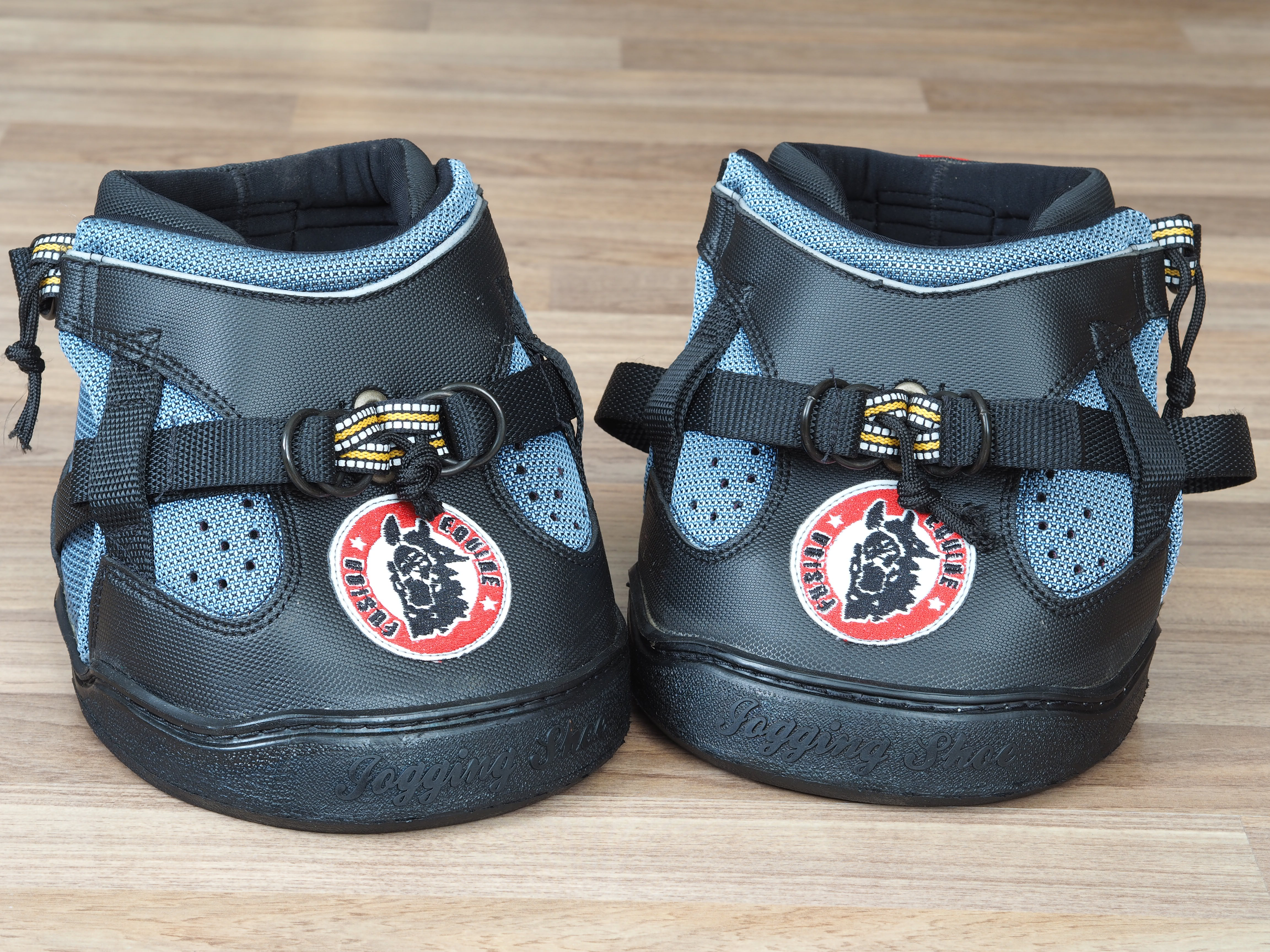
Ein Paar Hufschuhe

Unter einem Hufschuh versteht man einen nicht permanent mit dem Huf verbundenen Hufschutz. Der Hufschuh wird über den Huf eines Pferdes gezogen und befestigt. In der Regel bestehen Hufschuhe aus verschiedenen Kunststoffen und/oder Polymeren.

## Anwendung
Eingesetzt werden Hufschuhe bei Hufen, die aus Krankheitsgründen nicht mit einem traditionell aufgenagelten oder auch verklebten Hufbeschlag beschlagen werden können, weil ein Schutz der Hufe nur temporär benötigt wird, z. B. Wanderritten mit wechselnden Untergründen oder Ausritten auf hartem Boden, oder das Pferd auf natürlichen Barhuf umgestellt wird.
Bei Pferden mit Hufrehe ist der Einsatz von Hufschuhen sinnvoll. Bei sehr empfindlichen Hufen kann der Hufschuh auch mehrere Tage am Huf belassen werden. Ein konventioneller Hufbeschlag beeinträchtigt den Hufmechanismus des Pferdes, besonders von Rehepferden, zu stark. Für diese Zwecke eignen sich jedoch nicht alle Arten von Hufschuhen. Es gibt zur Unterstützung bei Hufrehe spezielle therapeutische Hufschuhe.
Am Huf befestigt werden Hufschuhe entweder durch Schnallen, Spangen oder Klettverschlüsse, die den Schuh an den Huf pressen. Ebenso gibt es Hufschuhe mit Riemen oder Gamaschen, die an der Fessel des Pferdes befestigt werden. Es gibt Varianten, die über ein innen eingebautes Luftkammersystem verfügen, das mittels einer Luftpumpe den angezogenen Schuh aufpumpt und damit am Huf festpresst. Es gibt Hufschuhe aus bearbeitungsfähigen PU-Kunststoff, die vor erstmaligem Gebrauch der Hufform individuell angepasst werden müssen. Generell sind moderne Hufschuhe leicht zu handhaben, sollten jedoch von einem Hufpfleger oder Schmied anprobiert (nicht angepasst!) bzw. ausgesucht werden, da eine gute Passform wichtig ist. Der Hufschuh muss passen, auf keinen Fall ist der Huf dem Schuh anzupassen. Da, je nach Untergrund, das Eindringen von Schmutz, Sand oder Schlamm nicht verhindert werden kann, muss man ggf. während eines Rittes die Hufschuhe kontrollieren und reinigen, um Scheuerstellen zu vermeiden.

### Weitere Anwendungen
Unter dem Begriff Klauen- oder Knochenschuh versteht man eine tierorthopädische Hilfe für das weltweit große Problem der Beseitigung von Hornschäden (Verletzungen) an Klauen. Ein Knochen- oder Rinderschuh eignet sich in der Rinderhaltung bei hoher Beanspruchung auf hartem Untergrund, wie sehr harten Stallböden, bei Klauenfäule, verkrümmten Zehen, Schäden durch natürliche Missbildung, Schnitte in der Sohle durch scharfe Steine usw. Das Anbringen von Hufschuhen oder Rinderschuhen (heute meist aus Kunststoffen) mindert das Eindringen von Schmutz und Bakterien und beugt Infektionskrankheiten der Hufe von allen Arten Huftieren vor. Beim Anbringen von Hufschuhen bei Rindern und allgemein bei Unpaarhufern spricht der Fachmann von Klauenschuhen als tierorthopädische Hilfe für verletzte Hufe.

## Geschichte
Hufschuhe, s.g. Hipposandalen, waren im Gegensatz zu Hufeisen schon in der Antike bekannt. Es gibt archäologische Funde von der Schlacht am Harzhorn, die die römische Herkunft der Hipposandalen belegen. Wahrscheinlich wurden sie für das Reiten auf den befestigten römischen Straßen oder in Städten verwendet und waren für höhere Gangarten eher ungeeignet. In historischer Zeit wurden solche Hufschuhe hauptsächlich bei Trosstieren angelegt. In römischer Zeit berichtet der Biograf Sueton (1. /2. Jh. nach Christus) wie der Fuhrmann des Kaisers Vespasian den Maultieren während eines Reisehaltes solche Hipposandalen zum Schutze der stark beanspruchten Hufe anlegte.